# Mot fyren
Mot fyren (originaltitel: To the Lighthouse) är en roman från 1927 av Virginia Woolf. Romanens handling kretsar kring familjen Ramsays besök på den skotska ön Skye mellan 1910 och 1920. Romanen utgavs på svenska 1953 i översättning av Ingalisa Munck och Sonja Bergvall. En nyöversättning utförd av Margareta Backgård utkom år 2019.
Mot fyren anses vara ett viktigt verk inom modernismen, som var en samtida litterär strömning. Typiskt för denna strömning är att handlingen är sekundär, medan filosofisk introspektion är mera centralt. Romanen består i stora delar av inre monolog (engelska: stream of consciousness).